# Lars P. Jensen
Alf Børge Lars Peter Jensen, född 23 april 1909 i Søllerød, död 9 oktober 1986, var en dansk socialdemokratisk politiker och minister. Han var folketingsledamot 1945-1966.
Lars P. Jensen var son till Lars Peter Jensen (1867–1945) och Kristine Nielsen (1872–1915). Fadern var grundare av fackföreningen Papirarbejderforbundet och engagerad socialdemokrat. Lars P. Jensen tog examen från Birkerød statsskole 1923 och var därefter lärling på Gl. Holtes brugsforening (1923-1927). Han fick sedan arbete på Holbæk Brugsforening och var tillsammans med Carl Emil Hansen (senare borgmästare i Nakskov) och Urban Hansen (senare socialborgmästare i Köpenhamn) engagerad i upprättandet av lokalavdelningar av Danmarks Socialdemokratiske Ungdom. Han var sedan varuhusföreståndare på FDB i Nakskov (1936-1939) och Silkeborg (1939-1946). Han blev invald i Folketinget 1945 för Silkeborgs valkrets, och kom särskilt att engagera sig i handels- och tullfrågor. Han var ledamot i finansutskottet (1953-1960, varav som vice ordförande 1957-1960).
Jensen utsågs till handelsminister i Viggo Kampmanns första regering 1960, en post han innehade i knappt ett år innan han utsågs till inrikesminister i september 1961. Anledningen var att Socialdemokratiets regeringssamarbete med Det Radikale Venstre riskerade att brytas om inte Hilmar Baunsgaard fick handelsministerposten. Jensen tillfrågades att bli finansminister, vilket dock inte blev av. Som inrikesminister förberedde han den kommande kommunreformen med att förhandla fram frivilliga kommunsammanslagningar. Civilförsvaret fick utökade uppgifter i fredstid samtidigt som polisens roll minskades och en särskild utbildning av värnpliktiga i det lokala civilförsvaret infördes. Den danska folkregistreringen, på initiativ från Nordiska rådet, blev en del av en nordisk motsvarighet. Statens Seruminstitut utbyggdes, en satsning på sjuksköterskor genomfördes och en utjämning av apotekens inkomster. Han försökte säkra kommunerna förköpsrätt till mark, vilket mötte så stort motstånd från de borgerliga partierna att förslaget ställdes inför en folkomröstning, där det röstades ned.
Jensen blev åter handelsminister 1964, då Det Radikale Venstre lämnat regeringen. Han genomförde bl.a. en liberalisering av näringslagstiftningen, som tillät entreprenörer att driva mer än en butik inom en kommun och att kioskerna tilläts ha ett bredare varusortiment än tidigare. Han lämnade regeringen och Folketinget 1966 för att bli styrelseordförande för FDB, en post han innehade till 1976.